# Sibovia
Sibovia är ett släkte av insekter. Sibovia ingår i familjen dvärgstritar.

## Dottertaxa tillSibovia, i alfabetisk ordning[1]
- Sibovia aprica
- Sibovia carahua
- Sibovia chanchama
- Sibovia civilis
- Sibovia composita
- Sibovia compta
- Sibovia conferta
- Sibovia conjuncta
- Sibovia corona
- Sibovia festana
- Sibovia huasima
- Sibovia improvisula
- Sibovia inexpectata
- Sibovia infula
- Sibovia mesolinea
- Sibovia nielsoni
- Sibovia occaminis
- Sibovia occatoria
- Sibovia optabilis
- Sibovia picchitula
- Sibovia pileata
- Sibovia praevia
- Sibovia prodigiosa
- Sibovia recta
- Sibovia sagata
- Sibovia skeeleae
- Sibovia sororia
- Sibovia taenigtifrons
- Sibovia tunicata
- Sibovia youngi